# Annie Scott Dill Maunder
Pour les articles homonymes, voir Maunder.
Annie Scott Dill Maunder, née Russell, le 14 avril 1868 et morte le 15 septembre 1947, est une astronome et mathématicienne nord-irlandaise.

## Biographie
Annie Russell est née à Strabane dans le comté de Tyrone en Irlande. Elle a suivi ses études secondaires à Belfast puis universitaire au Girton College de l'université de Cambridge d'où elle ressortira diplômée en mathématiques.
En 1891, Annie Russell a commencé à travailler à l'Observatoire royal de Greenwich,  affectée au département solaire créé en 1873 pour photographier le soleil. Elle a aidé l'astronome anglais Edward Maunder avec qui elle a passé beaucoup de temps à photographier le soleil. En 1884, le maximum d'activité solaire a entraîné un grand nombre de taches solaires et de clichés photographiques à prendre, à développer et à analyser.
En 1895, Annie Russell et Edward Maunder se marièrent et Annie Russell devenu Madame Annie Maunder, a dû démissionner de son poste en raison de restrictions imposées aux femmes mariées qui travaillent dans la fonction publique. Cependant tous les deux ont continué à collaborer, Annie accompagna Edward dans les expéditions scientifiques pour les éclipses solaires.
En 1908, elle rédigea un ouvrage The Heavens and their Story (Les Cieux et de leur histoire) en collaboration avec son mari, mais le livre fut publié sous le nom d'Edward Maunder. Le livre contient ses photographies du soleil et de la Voie lactée.
En 1916, elle devient la première femme élue à la Royal Astronomical Society après que l'interdiction aux femmes fut levée et vingt ans après qu'elle fut proposée comme membre en 1896.
Edward est décédé en 1928 à l'âge de 76 ans. Annie est morte près de deux décennies plus tard, âgée de 80 ans à Wandsworth, district de Londres en Angleterre en 1947.

## Honneur
L'Union astronomique internationale a donné le nom de Maunder à un cratère lunaire ainsi qu'à un cratère martien. L'astéroïde (50726) Anniemaunder a également été nommé en son honneur.